# Thomas Parnell (scientifique)
Pour les articles homonymes, voir Parnell.
Thomas Parnell  est un physicien anglais né le 5 juillet 1881 à West Haddon, dans le Northamptonshire et mort le 1er septembre 1948 à Indooroopilly dans la banlieue de Brisbane ,,.
Il est le créateur de l'expérience de la goutte de poix, une expérience scientifique de longue durée, lancée en 1927, destinée à mesurer l'écoulement d'un fragment de poix sur de nombreuses années. Le nom de « poix » est donné à n'importe quel liquide très visqueux, qui semble solide, le plus souvent du bitume. Ainsi, le goudron forme un écoulement à température ambiante et forme une goutte, bien que très lentement,.
Il reçut à titre posthume le Prix Ig Nobel de physique en 2005,.